# Brünninghausen
Brünninghausen, Dortmund-Brünninghausen – dzielnica miasta Dortmund w Niemczech, w kraju związkowym Nadrenia Północna-Westfalia, w okręgu administracyjnym Hombruch.